# Магнолия крупнолистная
Магнолия крупнолистная (лат. Magnolia macrophylla) — вид цветковых растений, входящий в род Магнолия (Magnolia) семейства Магнолиевые (Magnoliaceae).

## Распространение и экология
В природе ареал вида охватывает Северную Америку — от Кентукки до Флориды и на запад до Арканзаса.
Произрастает по долинам горных рек и склонам гор на богатых наносных почвах, в защищенных от ветра местах, в сообществе с дубом каштановым (Quercus montana) и различными видами родов Гринделия (Grindelia), Кизил (Cornus), Гикори (Carya).

## Ботаническое описание
Листопадное дерево высотой до 18 м с шатровидной кроной и стволом диаметром 50—60 см, покрытым серой, мелкочешуйчатой корой, достигающей толщины 5—7 см. Побеги войлочные, зелёные; двугодичные ветви красновато-коричневые, затем серые.
Почки войлочные, длиной около 5—6 см, шириной 1,2 см. Листья кожистые, обратнояйцевидные, длиной 20—50 (до 90) см, шириной 11—19 (до 30) см, на вершине тупые, с сердцевидным основанием, сверху ярко-зелёные, голые, снизу серебристо-серые, слегка по жилкам опушённые. Черешки длиной 4—10 см.
Цветки кремово-белые, чашевидные, ароматные, диаметром 25—30 см; околоцветник из 6—9 овальных, при основании пурпурных долей, из которых наружные длиной 12—15 см, внутренние выпуклые, длиной 15—18 см, шириной 7—10 см.
Плод — округло-яйцевидная, розовая, опушённая, сборная листовка длиной 6—8 см.
Цветение в мае — июне, после появления листьев. Плодоношение в сентябре — октябре.

## Галерея

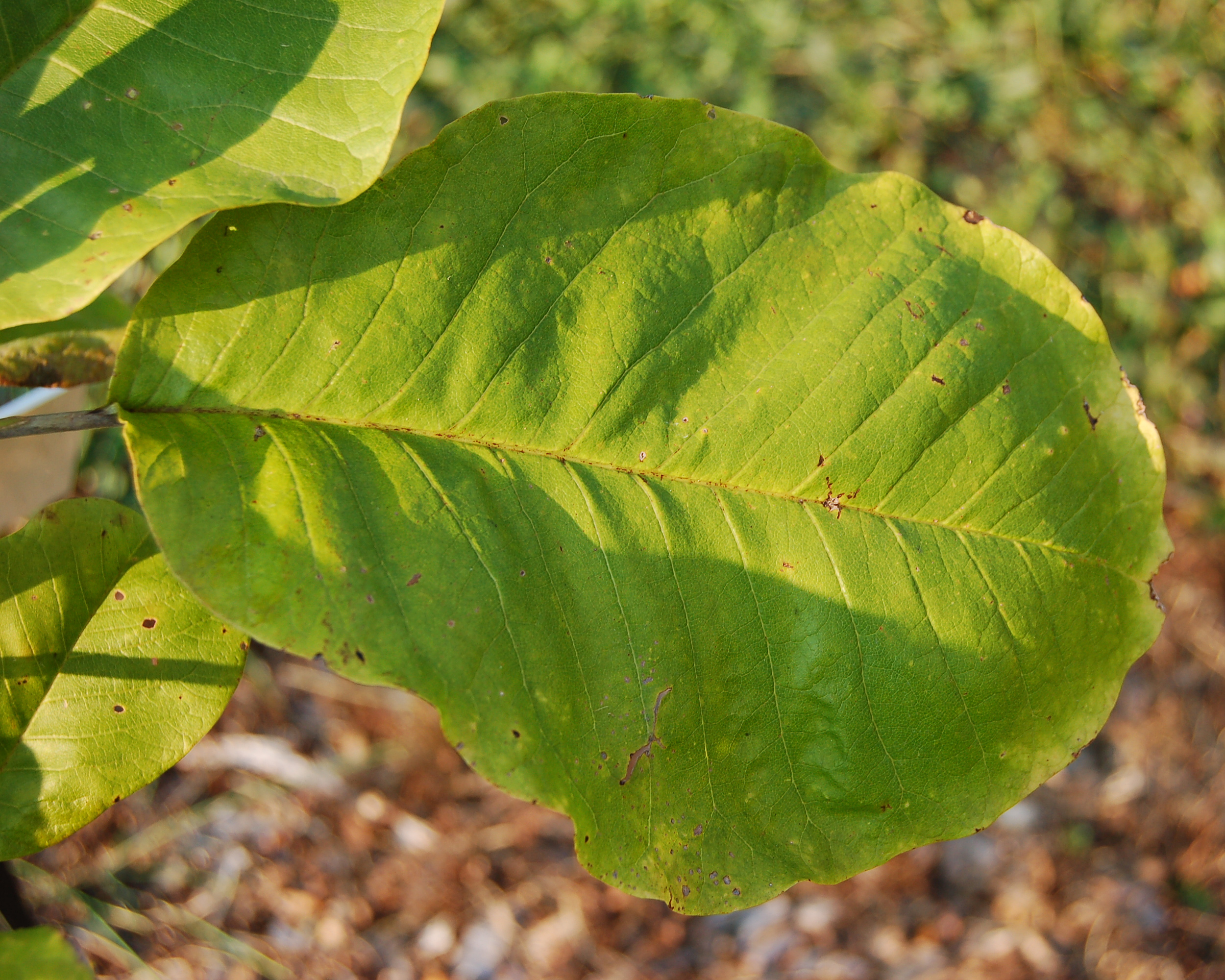
Лист
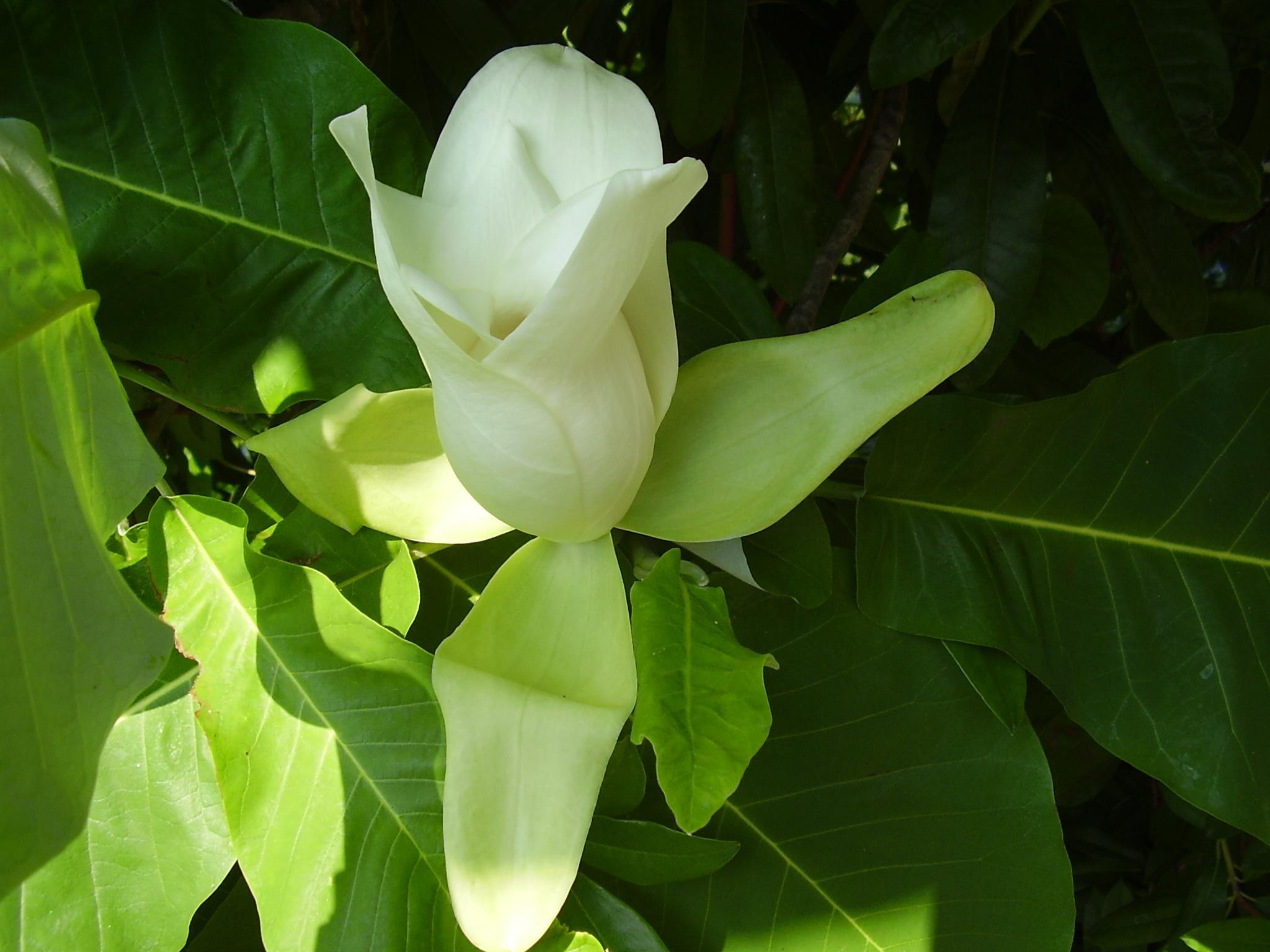
Цветок
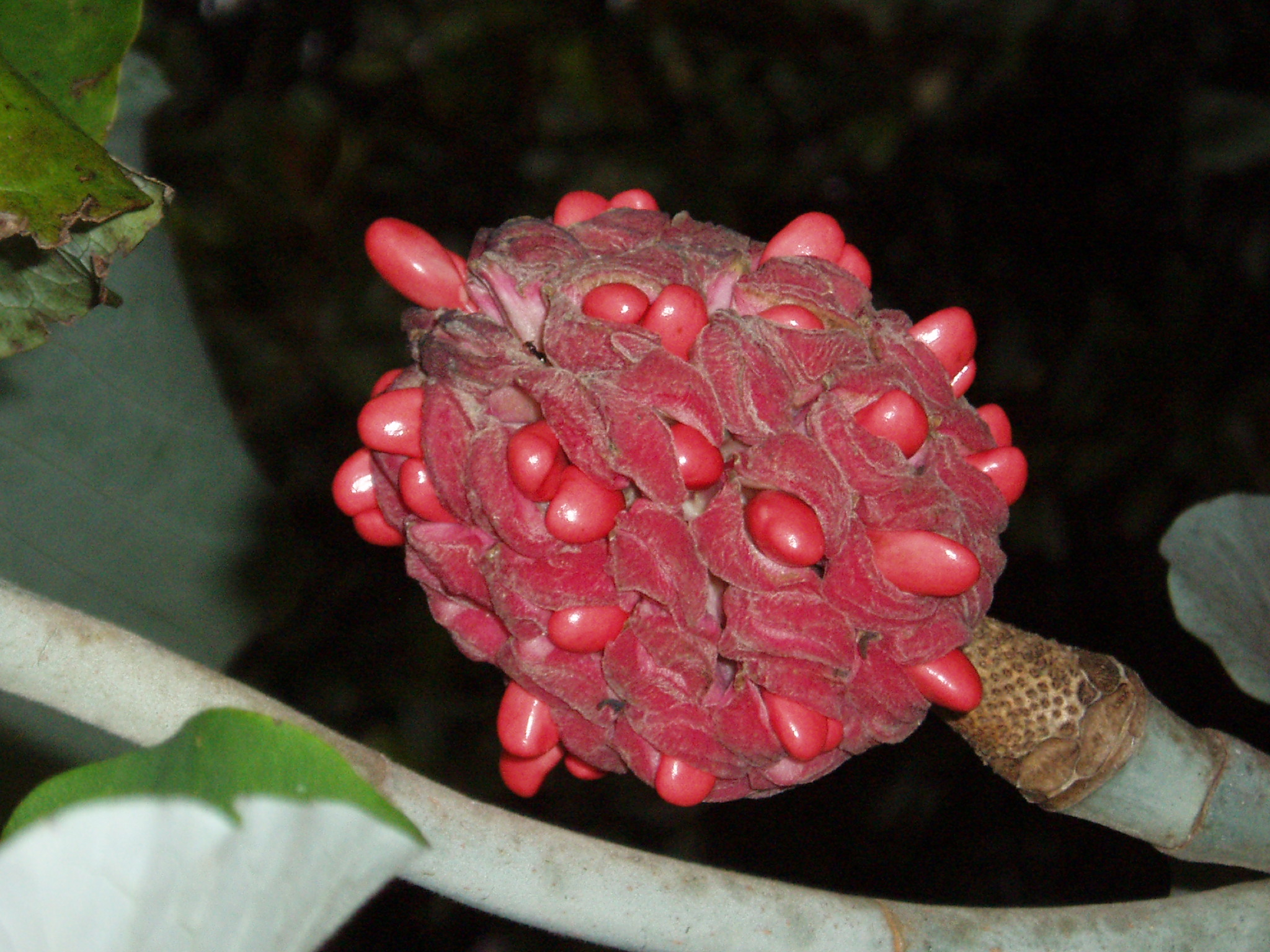
Плод

## Таксономия
Вид Магнолия крупнолистная входит в род Магнолия (Magnolia) подсемейства Магнолиевые (Magnolioideae) семейства Магнолиевые (Magnoliaceae) порядка Магнолиецветные (Magnoliales).
|  |                                      |  |                                                             |                                                             |                       |  | ещё 5 семейств (согласно Системе APG II) | ещё 5 семейств (согласно Системе APG II)               |                                                        |  |  |  | род Манглиетия | род Манглиетия             |  |  |
|  |                                      |  |                                                             |                                                             |                       |  | ещё 5 семейств (согласно Системе APG II) | ещё 5 семейств (согласно Системе APG II)               |                                                        |  |  |  | род Манглиетия | род Манглиетия             |  |  |
|  |                                      |  |                                                             | порядок Магнолиецветные                                     |                       |  |                                          |                                                        | подсемейство Магнолиевые                               |  |  |  |                | вид Магнолия крупнолистная |  |  |
|  |                                      |  |                                                             | порядок Магнолиецветные                                     |                       |  |                                          |                                                        | подсемейство Магнолиевые                               |  |  |  |                | вид Магнолия крупнолистная |  |  |
|  | отдел Цветковые, или Покрытосеменные |  |                                                             |                                                             | семейство Магнолиевые |  |                                          |                                                        | род Магнолия                                           |  |  |  |                |                            |  |  |
|  | отдел Цветковые, или Покрытосеменные |  |                                                             |                                                             |                       |  |                                          |                                                        |                                                        |  |  |  |                |                            |  |  |
|  |                                      |  | ещё 44 порядка цветковых растений (согласно Системе APG II) | ещё 44 порядка цветковых растений (согласно Системе APG II) |                       |  |                                          | подсемейство Liriodendroidae (согласно Системе APG II) | подсемейство Liriodendroidae (согласно Системе APG II) |  |  |  | ещё 239 видов  |                            |  |  |
|  |                                      |  |                                                             | ещё 44 порядка цветковых растений (согласно Системе APG II) |                       |  |                                          |                                                        | подсемейство Liriodendroidae (согласно Системе APG II) |  |  |  |                |                            |  |  |